# Polygonia coreana
Polygonia coreana är en fjärilsart som beskrevs av Shuhei Nomura 1937. Polygonia coreana ingår i släktet Polygonia och familjen praktfjärilar. Inga underarter finns listade i Catalogue of Life.